# Вікінг-Берген (острів)

Палеогеографічна реконструкція Північного моря близько 7000 років до Р.Х. під час нижнього голоцену і після закінчення останнього льодовикового періоду. Вікінг Берген можна побачити вгорі в центрі.

Вікінг Берген — назва гіпотетичного колишнього острову між сучасними Шетландськими островами і Норвегією, на межі Північного і Норвезького морів.  Терен наразі відомий як банка Вікінг Берген.
Під час Аллередської осциляції, північне узбережжя Доггерланду почало затоплюватися, через глобальне підвищення рівня моря. Можливо існував єдиний Шетландський острів на північ від сьогоденної Доггер-банки.
Хоча, згідно з поширеною точкою зору, Вікінг Берген, як і Доггерланд, повільно покривався водою в міру поступового підйому рівня моря, була висунута альтернативна теорія, згідно з якою Вікінг Берген як і значна частина Доггерланду була затоплена в результаті цунамі, викликаного обвалом, відомим як Стурегга, в результаті чого Британія стала островом. Ця подія, мабуть, знищила практично все прибережне населення епохи мезоліту і відокремила культури в Британії від європейських континентальних.